# Paulo Jacomo Pinto
Pour les articles homonymes, voir Pinto.
Paulo Jacomo Pinto était un représentant des granas, les juifs de Livourne, qui entama des négociations à Amsterdam en 1658 pour permettre un regroupement des juifs à Cayenne.
Le nombre de juifs granas dans le port italien de Livourne fut multiplié par trente en un siècle, passant de 114 en 1601 à environ 3 000 en 1689. C'est surtout dans les années 1660 que Livourne centralise les réfugiés, persécutés par les autorités espagnoles à Oran, alors que la plupart parlent espagnol et n'ont jamais connu d'autres pays. Paulo Jacomo Pinto souhaitait les rassembler sur la Côte Sauvage (Amérique du Sud), en passant d'abord par Tobago, au large du Venezuela, qui avait été colonisée par des juifs hollandais d'Amsterdam dès 1622, dans le sillage de l'ancienne présence flamande, du temps de l'empire espagnol, puis hollandaise autour des salines de Punta d'Araya.
En 1659, son ami David Cohen Nassi, venu du Brésil à Amsterdam, reçut enfin la permission de créer une colonie à Cayenne, alors sous domination hollandaise, ce qu'il fit en 1660. Joao d’Ylan, de Curaçao, participa aussi à la fondation de la communauté juive de Cayenne. Les deux hommes ont souhaité quitter Curaçao à une époque où l'île n'accueillait pas encore d'esclaves, les premiers n'apparaissant qu'après 1658.
aulo Jacomo Pinto organisa ces convois car il était inquiet de l'arrivée de juifs pauvres dans sa ville, causé par les persécutions subies à Oran, alors espagnole.
En 1667, le gouverneur espagnol d'Oran (actuelle Algérie) va même décréter l'expulsion de tous les Juifs et des conversos. Ceux-ci rejoignent alors d'autres juifs d'Oran, qui s'étaient établis à Livourne depuis l'occupation espagnole d'Oran en 1509. Ces conversos reviennent au judaïsme. 
Paulo Jacomo Pinto obtint le transport en 1658 et 1659 de deux groupes de juifs, le second de 120 personnes, en passant par la Zélande. Un troisième groupe de 152 juifs de Livourne arrive sur le Monte de Cisne le 20 juillet 1660, alors que sa destination devait être Cayenne. Parmi eux, le célèbre poète juif espagnol Daniel Levi de Barrios, dont la femme Debora meurt à Tobago. En janvier 1661, Paulo Jacomo Pinto se préoccupe du sort des juifs déviés pour une raison inconnue à Tobago et laissés dans la pauvreté, alors qu'ils devaient rallier Cayenne.
David Cohen Nassi et Paulo Jacomo Pinto proposèrent la création d'un village juif autonome proche du site de Thorarica, habité par des juifs hollandais dès les années 1620, idée acceptée par les autorités britanniques qui offrent cinq hectares de terres non loin du fleuve Suriname, pour créer le village de Cassipora, du nom de la crique où il se situe. L’emplacement du village reste incertain à ce jour mais son cimetière, -le plus vieux cimetière juif de la colonie- a été retrouvé. L’épitaphe la plus ancienne date de 1666. Sous l’influence de Samuel Nassi, fils de David Cohen Nassi, la localité obtient une représentation au sein des instances de la colonie du Surinam et se dota de bateaux permettant la mise en place d’un commerce fluvial
Au cours de la seule année 1660, ce sont 152 juifs qui s'installent à Cayenne. Mais en 1664, la chute de cette colonie, au bénéfice des Anglais, les oblige à fuir au Suriname, que les Hollandais avaient investi plus de 60 ans plus tôt.
En 1664, à l'arrivée des Français à Cayenne, les Néerlandais se rendent sans combattre mais obtiennent la garantie du libre exercice de leur religion. Néanmoins, les deux tiers des Juifs de Remire, soit environ 300 personnes, partent s'établir au Suriname,.